# Litván Demokratikus Munkáspárt
A Litván Demokratikus Munkáspárt (litvánul Lietuvos demokratinė darbo partija, LDDP) egy szociáldemokrata politikai párt volt Litvániában, melyet 1989 decemberében hoztak létre korábbi kommunista politikusok. A párt az első szabad, 1992-es parlamenti választások nyertese volt.
1996-ban a párt támogatottsága jelentősen visszaesett, a párt már csak 12 mandátumot tudott elérni a 141 fős litván parlamentben.
2001-ben a párt beleolvadt a Litván Szociáldemokrata Pártba.

## Választási eredmények
| Választás éve | Szavazatok száma | Szavazatok aránya | Mandátumok száma | Parlamenti státusz |
| ------------- | ---------------- | ----------------- | ---------------- | ------------------ |
| 1992          | 817 331          | 43,98%            | 73               | kormánypárt        |
| 1996          | 130 837          | 10,01%            | 12               | ellenzék           |
| 2000+         | 457 294          | 31,08%            | 51++             | ellenzék           |

+ - a Szociáldemokrata Koalíció eredménye, melynek része volt az LDDP is
++ - a koalíció három mandátuma jutott az LDDP-nek

## Fordítás
- Ez a szócikk részben vagy egészben  a   Democratic Labour Party of Lithuania című angol Wikipédia-szócikk ezen változatának fordításán alapul.  Az eredeti cikk szerkesztőit annak laptörténete sorolja fel. Ez a jelzés csupán a megfogalmazás eredetét és a szerzői jogokat jelzi, nem szolgál a cikkben szereplő információk forrásmegjelöléseként.